# Hymedesmia vidua
Hymedesmia vidua är en svampdjursart som först beskrevs av Schmidt 1875.  Hymedesmia vidua ingår i släktet Hymedesmia och familjen Hymedesmiidae. Inga underarter finns listade i Catalogue of Life.